# Strabozebrias cancellatus
 Strabozebrias cancellatus és un peix teleosti de la família dels soleids i de l'ordre dels pleuronectiformes.

## Morfologia
Pot arribar als 27 cm de llargària total.

## Distribució geogràfica
Es troba a les costes del nord-oest d'Austràlia.